# Führungs- und Einsatzmittel
Führungsmittel und Einsatzmittel (kurz FEM oder auch FuEM) sind Arbeitsmittel und Werkzeuge, die der Polizei, dem Justizvollzugsdienst, der Feuerwehr, dem Rettungsdienst und anderen Hilfsorganisationen dazu dienen, einen Einsatz zu führen beziehungsweise zu bewältigen.

## Einteilung
Einsatzmittel sind Gegenstände, zu denen meist technische Geräte, aber auch Werkzeuge, Lichttechnik und Fahrzeuge sowie Kartenmaterial und Löschmittel gehören.
Führungsmittel sind in der Regel Geräte der Kommunikationstechnologie, größtenteils Apparate der Funktechnik. Sie dienen der Führung von Einsatzkräften und der Einsatzmittel und werden von der Einsatzleitung und Einsatzkräften verwendet.

## Übersicht über Führungs- und Einsatzmittel

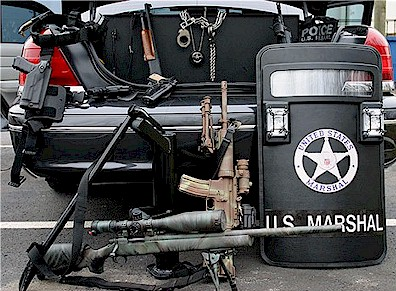
FEM des United States Marshals Service

### Allgemeine Mittel
Zu den allgemeinen, organisationsübergreifenden Einsatzmitteln zählen zum Beispiel Einsatzfahrzeuge, Leitstellen, BOS-Funksystem, Funkgeräte, Funkmelde- und -leitsysteme, Gebrauchshunde, Atemschutzmaske, Schutzhelme,  Warnleuchten, Leitkegel, Absperrbänder, Notmeldeeinrichtungen, Mehrzweckzüge, Dosimeter sowie Dosisleistungsmessgeräte.

### Polizei
Bei Polizeien kommen speziell hinzu: Polizeifahrzeuge (wie Streifenwagen und Wasserwerfer), Polizeifunk, Handfesseln, Waffen, Munition, Schlagstöcke, Reizstoffsprühgerät, Körperschutzausstattungen, Schutzwesten, Polizeipferde und -hunde, Radar, Schutzschilde, Spuckschutzhauben, Megafone, Rammen, Nagelgurte sowie Sperrgitter.

### Rettungsdienst
Im Rettungsdienst werden unter anderem folgende Gegenstände verwendet: Defibrillator, EKG-Gerät, Beatmungsgerät, Blutzuckermessgerät, Einmalhandschuh, Patientenleitsystem, Blutdruckmessgerät, Laryngoskop, Pulsoxymetrie, Guedel-Tubus, Stethoskop, Arzneimittel, Trage, Beatmungsbeutel, Absaugpumpe, Vakuumschienmaterial, Koniotomieset, Tragsessel, Rettungskorsett, Cervicalstütze, Pupillenleuchte, Infusion, Perkussionshammer, Fieberthermometer, Kapnometer, Amputatversorgung, Wundauflagen, Mullbinde, Dreiecktuch und Sauerstoffflasche.

### Feuerwehr
Zur Ausstattung der Feuerwehr siehe Feuerwehrfahrzeug und Feuerwehrausrüstung.

### Katastrophenschutz und THW
Für weitere Informationen zum Katastrophenschutz siehe auch Katastrophenschutzfahrzeug. Zum Technischen Hilfswerk (THW) siehe auch Technischer Zug.